# Taranto Football Club 1927 2019-2020
Questa pagina raccoglie i dati riguardanti il Taranto Football Club 1927 nelle competizioni ufficiali della stagione 2019-2020.

## Stagione
Il Taranto, in questa stagione, partecipa al campionato di Serie D, quarto livello nazionale e primo dilettantistico,  dopo il terzo posto ottenuto nella stagione precedente. La stagione è partita con l'accordo col nuovo allenatore Nicola Ragno.
La stagione è partita con la sconfitta casalinga contro il Brindisi ed è proseguita con un'alternanza di risultati, che ha portato subito dopo l'ottava giornata all'esonero di Nicola Ragno dalla guida tecnica della squadra, che aveva raccolto quattro vittorie e quattro sconfitte. In sostituzione di Ragno è stato richiamato Luigi Panarelli, già alla guida della squadra nella stagione precedente.
La stagione agonistica si è conclusa in anticipo dopo la ventiseiesima giornata di campionato, disputatasi il 1º marzo 2020, a causa della pandemia di COVID-19 che ha colpito l'Italia dal mese di febbraio. Una prima sospensione di tutte le attività agonistiche della LND fino al 3 aprile successivo venne comunicata il 9 marzo, conseguentemente a quanto disposto dal Governo per decreto ministeriale. Seguirono una serie di proroghe della sospensione delle attività agonistiche, finché il 21 maggio 2020 venne comunicata la sospensione definitiva delle competizioni sportive organizzate dalla LND. Il giorno seguente il Consiglio Direttivo della LND annunciò la proposta di cristallizzare le classifiche dei nove gironi della Serie D all'atto della sospensione, proposta che venne poi accolta dal Consiglio Federale della FIGC l'8 giugno seguente. Di conseguenza, il Taranto ha concluso la stagione 2019-2020 al sesto posto in classifica.

## Organigramma societario
Area direttiva
- Presidente: Massimo Giove
- Vice-presidente: Enzo Sapia
- Direttore Generale: Gino Montella
- Segretario Generale: Mariagrazia Sigrisi
- Dirigente Accompagnatore: Giuseppe Giove
- Addetto Stampa: Sandro Corbascio
- Team Manager: Gianluca Triuzzi fino al 30 settembre[8]

Area tecnica
- Direttivo Sportivo: Franco Sgrogna
- Allenatore: Nicola Ragno, dal 21 ottobre Luigi Panarelli
- Allenatore in seconda: Giuseppe Alberga fino al 20 ottobre
- Preparatore atletico:
- Preparatore dei portieri:
- Magazzinieri: Aldo Scardino

Area Sanitaria
- Responsabile sanitario: dal 23 ottobre Alfonso Bruno
- Medici: dal 23 ottobre Andrea Masciandaro, Ernesto D'Ettorre, Piero Bonanno, Francesco Settembrini
- Medico sociale: Giuseppe Volpe, dal 23 ottobre Aldo Alfieri
- Aiuto medico: A. Alfieri, A. Fraccascia, F. Fracasso
- Medico dietista: G. Piazzolla
- Fisioterapisti: A. Portulano, N. Monfredi, A. Palsetto
- Massaggiatore: Santino Simone

## Rosa
| N. |                    | Ruolo | Calciatore           |
| -- | ------------------ | ----- | -------------------- |
|    | Italia (bandiera)  | P     | Stefano Carriero     |
|    | Italia (bandiera)  | P     | Mario Giappone       |
|    | Italia (bandiera)  | P     | Pierluca Pizzaleo    |
|    | Italia (bandiera)  | P     | Alex Sposito         |
|    | Italia (bandiera)  | D     | Jimmy Allegrini      |
|    | Italia (bandiera)  | D     | Alex Benvenga        |
|    | Italia (bandiera)  | D     | Lorenzo Betti        |
|    | Italia (bandiera)  | D     | Bruno Cascione       |
|    | Italia (bandiera)  | D     | Marco Cuccurullo     |
|    | Italia (bandiera)  | D     | Francesco De Caro    |
|    | Italia (bandiera)  | D     | Daniele De Letteriis |
|    | Albania (bandiera) | D     | Luka Klej            |
|    | Italia (bandiera)  | D     | Paolo Gambino        |
|    | Italia (bandiera)  | D     | Marco Cuccurullo     |
|    | Serbia (bandiera)  | D     | Jevrem Kosnić        |
|    | Italia (bandiera)  | D     | Marco Iannò          |
|    | Italia (bandiera)  | D     | Nicola Lanzolla      |
|    | Italia (bandiera)  | D     | Andrea Mambella      |
|    | Italia (bandiera)  | D     | Luigi Manzo          |
|    | Italia (bandiera)  | D     | Salvatore Pelliccia  |

| N. |                           | Ruolo | Calciatore              |
| -- | ------------------------- | ----- | ----------------------- |
|    | Italia (bandiera)         | D     | Silvio Petrucci         |
|    | Italia (bandiera)         | D     | Lorenzo Riccio          |
|    | Italia (bandiera)         | D     | Vincenzo Russo          |
|    | Italia (bandiera)         | C     | Alessandro Avantaggiato |
|    | Italia (bandiera)         | C     | Stefano D'Agostino      |
|    | Romania (bandiera)        | C     | Marian Galdean          |
|    | Italia (bandiera)         | C     | Stefano Manzo           |
|    | Italia (bandiera)         | C     | Antonio Marino          |
|    | Italia (bandiera)         | C     | Vincenzo Masi           |
|    | Camerun (bandiera)        | C     | Kelvin Ewome Matute     |
|    | Italia (bandiera)         | C     | Paolo Serafino          |
|    | Belgio (bandiera)         | C     | Kenneth Van Ransbeeck   |
|    | Italia (bandiera)         | A     | Antonio Croce           |
|    | Italia (bandiera)         | A     | Ciro Favetta            |
|    | Italia (bandiera)         | A     | Giuseppe Genchi         |
|    | Argentina (bandiera)      | A     | Actis Goretta           |
|    | Argentina (bandiera)      | A     | Leandro Guaita          |
|    | Argentina (bandiera)      | A     | Emiliano Olcese         |
|    | Italia (bandiera)         | A     | Fabio Oggiano           |
|    | Costa d'Avorio (bandiera) | A     | Adamzaki Ouattara       |

## Calciomercato

### Sessione estiva(dal 01/07 al 31/08)
| Acquisti | Acquisti             | Acquisti         | Acquisti    |
| R.       | Nome                 | da               | Modalità    |
| -------- | -------------------- | ---------------- | ----------- |
| P        | Mario Giappone       | Marsala          | definitivo  |
| P        | Pierluca Pizzaleo    | Policoro         | definitivo  |
| P        | Alex Sposito         | Campobasso       | definitivo  |
| D        | Jimmy Allegrini      | Audace Cerignola | definitivo  |
| D        | Alex Benvenga        | Audace Cerignola | definitivo  |
| D        | Lorenzo Betti        | Avellino         | definitivo  |
| D        | Marco Cuccurullo     | Benevento        | definitivo  |
| D        | Francesco De Caro    | Benevento        | in prestito |
| D        | Daniele De Letteriis | Torino           | in prestito |
| D        | Paolo Gambino        | Palermo          | definitivo  |
| D        | Marco Iannò          | Acireale         | definitivo  |
| D        | Andrea Mambella      | Fasano           | definitivo  |
| D        | Luigi Manzo          | Mantova          | definitivo  |
| D        | Salvatore Pelliccia  | Paganese         | definitivo  |
| D        | Lorenzo Riccio       | Matelica         | definitivo  |
| C        | Marian Galdean       | Rotonda          | definitivo  |
| C        | Antonio Marino       | Latina           | definitivo  |
| C        | Vincenzo Masi        | Sorrento         | definitivo  |
| C        | Kelvin Ewome Matute  | Avellino         | definitivo  |
| A        | Giuseppe Genchi      | Potenza          | definitivo  |
| A        | Leandro Guaita       | Potenza          | definitivo  |
| A        | Adamzaki Ouattara    | Palmese          | definitivo  |

| Cessioni | Cessioni             | Cessioni           | Cessioni      |
| R.       | Nome                 | a                  | Modalità      |
| -------- | -------------------- | ------------------ | ------------- |
| P        | Vittorio Antonino    | Monopoli           | svincolato    |
| P        | Francesco Martinese  |                    | svincolato    |
| P        | Paolo Pellegrino     |                    | svincolato    |
| D        | Dario Bova           |                    | svincolato    |
| D        | Gioacchino Carullo   | Virtus Entella     | fine prestito |
| D        | Vito Di Bari         | Corato             | svincolato    |
| D        | Damiano Menna        | Campobasso         | svincolato    |
| D        | Salvatore Pelliccia  | Paganese           | fine prestito |
| C        | Angelo Bonavolontà   | Paganese           | fine prestito |
| C        | Sebastian Di Senso   | Barletta           | svincolato    |
| C        | Gianmaria Guadagno   | Atalanta           | fine prestito |
| C        | Massimiliano Marsili | Bitonto            | definitivo    |
| C        | Emiliano Massimo     | Monterosi Tuscia   | svincolato    |
| A        | Vittorio Esposito    |                    | svincolato    |
| A        | Fabrizio Roberti     | Monterosi Tuscia   | svincolato    |
| A        | Cosimo Salatino      | Virtus Francavilla | fine prestito |

### Operazioni successive alla sessione estiva
| Acquisti | Acquisti       | Acquisti | Acquisti   |
| R.       | Nome           | da       | Modalità   |
| -------- | -------------- | -------- | ---------- |
| D        | Vincenzo Russo | Sorrento | definitivo |

| Cessioni | Cessioni      | Cessioni         | Cessioni    |
| R.       | Nome          | a                | Modalità    |
| -------- | ------------- | ---------------- | ----------- |
| D        | Paolo Gambino | Messina          | in prestito |
| D        | Marco Iannò   | Marina di Ragusa | in prestito |

### Sessione invernale
| Acquisti | Acquisti                | Acquisti       | Acquisti    |
| R.       | Nome                    | da             | Modalità    |
| -------- | ----------------------- | -------------- | ----------- |
| P        | Stefano Carriero        | Benevento      | in prestito |
| D        | Bruno Cascione          |                | svincolato  |
| D        | Luka Klej               | Pistoiese      | definitivo  |
| D        | Jevrem Kosnić           | Fidelis Andria | definitivo  |
| D        | Silvio Petrucci         | Avellino       | in prestito |
| C        | Alessandro Avantaggiato | Lecce          | in prestito |
| C        | Kenneth Van Ransbeeck   | Rimini         | definitivo  |
| A        | Actis Goretta           | Rende          | definitivo  |
| A        | Emiliano Olcese         | Casarano       | definitivo  |

| Cessioni | Cessioni             | Cessioni      | Cessioni      |
| R.       | Nome                 | a             | Modalità      |
| -------- | -------------------- | ------------- | ------------- |
| D        | Francesco De Caro    | Benevento     | fine prestito |
| D        | Daniele De Letteriis | Torino        | fine prestito |
| D        | Jevrem Kosnić        |               | svincolato    |
| C        | Stefano D'Agostino   |               | svincolato    |
| C        | Marian Galdean       | Arzachena     | definitivo    |
| A        | Antonio Croce        | Team Altamura | definitivo    |
| A        | Ciro Favetta         | Casarano      | definitivo    |

## Risultati

### Serie D

#### Girone di andata
| Arbitro: | Turrini (Firenze) |

|  |           |             |
|  | Marcatori | 90’ Granado |

| Arbitro: | Ancora (Roma) |

|  |           |            |
|  | Marcatori | 19’ Genchi |

| Arbitro: | Rinaldi (Bassano del Grappa) |

|                                            |           |  |
| D'Agostino 53’ Guaita 70’ Croce 80’, 90+2’ | Marcatori |  |

| Arbitro: | Gianquinto (Parma) |

|                  |           |                                  |
| Falco 52’ (rig.) | Marcatori | 10’, 60’ Genchi 73’, 89’ Favetta |

| Arbitro: | Cutrufo (Catania) |

|  |           |             |
|  | Marcatori | 64’ Bonanno |

| Arbitro: | Calzavara (Varese) |

|               |           |  |
| Tortori 90+5’ | Marcatori |  |

| Arbitro: | Ubaldi (Roma) |

|             |           |  |
| S. Manzo 7’ | Marcatori |  |

| Arbitro: | Crezzini (Siena) |

|                                             |           |  |
| Biason 23’ Patierno 60’ (rig.) Merkaj 90+3’ | Marcatori |  |

| Arbitro: | Taricone (Perugia) |

|                                  |           |               |
| D'Agostino 48’, 77’ S. Manzo 65’ | Marcatori | 29’ Del Sorbo |

| Arbitro: | Sicurello (Seregno) |

|  |           |             |
|  | Marcatori | 42’ Oggiano |

| Arbitro: | Restaldo (Ivrea) |

|                                                         |           |  |
| D'Agostino 2’ Oggiano 39’ Favetta 46’ Genchi 45+3’, 48’ | Marcatori |  |

| Arbitro: | Vinco (Pisa) |

|  |           |                                 |
|  | Marcatori | 8’, 22’, 53’ Genchi 63’ Favetta |

| Arbitro: | Borriello (Arezzo) |

|  |           |                              |
|  | Marcatori | 39’ Alvarez 60’, 81’ Santoro |

| Arbitro: | Lovison (Padova) |

|                           |           |  |
| Prinari 51’ Cavaliere 78’ | Marcatori |  |

| Arbitro: | Andreano (Prato) |

|  |           |            |
|  | Marcatori | 68’ Liurni |

| Taranto 15 dicembre 2019, ore 14:30 CET 16ª giornata | Taranto           | 0 – 3 A tavolino referto | Audace Cerignola | Stadio Erasmo Iacovone\| Arbitro: \| Madonia (Palermo) \| |
| Arbitro:                                             | Madonia (Palermo) |                          |                  |                                                           |

| Arbitro: | Lipizer (Verona) |

|  |           |                |
|  | Marcatori | 24’ D'Agostino |

#### Girone di ritorno
| Arbitro: | Taricone (Perugia) |

|  |           |                           |
|  | Marcatori | 37’ Genchi 76’ D'Agostino |

| Taranto 12 gennaio 2020, ore 15:00 CET 19ª giornata | Taranto                    | 0 – 0 referto | Casarano | Stadio Erasmo Iacovone\| Arbitro: \| Renzullo (Torre del Greco) \| |
| Arbitro:                                            | Renzullo (Torre del Greco) |               |          |                                                                    |

| Arbitro: | Di Francesco (Ostia Lido) |

|             |           |                |
| Mengoli 76’ | Marcatori | 56’ Cuccurullo |

| Arbitro: | Restaldo (Ivrea) |

|                                   |           |  |
| Goretta 7’ Genchi 46’ Oggiano 88’ | Marcatori |  |

| Arbitro: | Tesi (Lucca) |

|  |           |                       |
|  | Marcatori | 57’ Marino 70’ Matute |

| Arbitro: | Perri (Roma) |

|  |           |               |
|  | Marcatori | 13’ El Ouazni |

| Arbitro: | Rispoli (Locri) |

|                                |           |  |
| Siclari 6’ (rig.) Gambuzza 32’ | Marcatori |  |

| Taranto 23 febbraio 2020, ore 15:00 CET 25ª giornata | Taranto       | 0 – 0 referto | Bitonto | Stadio Erasmo Iacovone\| Arbitro: \| Ubaldi (Roma) \| |
| Arbitro:                                             | Ubaldi (Roma) |               |         |                                                       |

| Santa Maria Capua Vetere 1º marzo 2020, ore 14:30 CET 26ª giornata | Gladiator                    | 0 – 0 referto | Taranto | Stadio Mario Piccirillo\| Arbitro: \| Rinaldi (Bassano del Grappa) \| |
| Arbitro:                                                           | Rinaldi (Bassano del Grappa) |               |         |                                                                       |

| Taranto 8 marzo 2020, ore 14:30 CET 27ª giornata | Taranto | – Annullata | Gelbison | Stadio Erasmo Iacovone |

| Agropoli 22 marzo 2020, ore 14:30 CET 28ª giornata | Agropoli | – Annullata | Taranto | Stadio Raffaele Guariglia |

| Taranto 29 marzo 2020, ore 15:00 CEST 29ª giornata | Taranto | – Annullata | FC Francavilla | Stadio Erasmo Iacovone |

| Gravina in Puglia 5 aprile 2020, ore 15:00 CEST 30ª giornata | Gravina | – Annullata | Taranto | Stadio Stefano Vicino |

| Taranto 9 aprile 2020, ore 15:00 CEST 31ª giornata | Taranto | – Annullata | Fasano | Stadio Erasmo Iacovone |

| Nocera Inferiore 19 aprile 2020, ore 15:00 CEST 32ª giornata | Nocerina | – Annullata | Taranto | Stadio San Francesco d'Assisi |

| Cerignola 26 aprile 2020, ore 15:00 CEST 33ª giornata | Audace Cerignola | – Annullata | Taranto | Stadio Domenico Monterisi |

| Taranto 3 maggio 2020, ore 15:00 CEST 34ª giornata | Taranto | – Annullata | Fidelis Andria | Stadio Erasmo Iacovone |

### Coppa Italia Serie D
| Arbitro: | Milone (Taurianova) |

|                   |           |  |
| Genchi 21’ (rig.) | Marcatori |  |

| Arbitro: | Vergaro (Bari) |

|                            |           |  |
| Favetta 39’ Ouattara 90+3’ | Marcatori |  |

| Arbitro: | Mirabella (Napoli) |

|                                  |           |                      |
| Corvino 60’ (rig.) Diaz 68’, 89’ | Marcatori | 37’ Croce 64’ Matute |

## Statistiche

### Statistiche di squadra
| Competizione         | Punti | In casa | In casa | In casa | In casa | In casa | In casa | In trasferta | In trasferta | In trasferta | In trasferta | In trasferta | In trasferta | Totale | Totale | Totale | Totale | Totale | Totale | DR  |
| Competizione         | Punti | G       | V       | N       | P       | Gf      | Gs      | G            | V            | N            | P            | Gf           | Gs           | G      | V      | N      | P      | Gf     | Gs     | DR  |
| -------------------- | ----- | ------- | ------- | ------- | ------- | ------- | ------- | ------------ | ------------ | ------------ | ------------ | ------------ | ------------ | ------ | ------ | ------ | ------ | ------ | ------ | --- |
| Serie D              | 40    | 13      | 5       | 2       | 6       | 16      | 11      | 13           | 7            | 2            | 4            | 16           | 10           | 26     | 12     | 4      | 10     | 32     | 21     | +11 |
| Coppa Italia Serie D | -     | 2       | 2       | 0       | 0       | 3       | 0       | 1            | 0            | 0            | 1            | 2            | 3            | 3      | 2      | 0      | 1      | 5      | 3      | +2  |
| Totale               | -     | 15      | 7       | 2       | 6       | 19      | 11      | 14           | 7            | 2            | 5            | 18           | 13           | 29     | 14     | 4      | 11     | 37     | 24     | +13 |

### Andamento in campionato
| Giornata  | 1 | 2 | 3 | 4 | 5 | 6 | 7 | 8 | 9 | 10 | 11 | 12 | 13 | 14 | 15 | 16 | 17 | 18 | 19 | 20 | 21 | 22 | 23 | 24 | 25 | 26 | 27 | 28 | 29 | 30 | 31 | 32 | 33 | 34 |
| --------- | - | - | - | - | - | - | - | - | - | -- | -- | -- | -- | -- | -- | -- | -- | -- | -- | -- | -- | -- | -- | -- | -- | -- | -- | -- | -- | -- | -- | -- | -- | -- |
| Luogo     | C | T | C | T | C | T | C | T | C | T  | C  | T  | C  | T  | C  | C  | T  | T  | C  | T  | C  | T  | C  | T  | C  | T  | C  | T  | C  | T  | C  | T  | T  | C  |
| Risultato | P | V | V | V | P | P | V | P | V | V  | V  | V  | P  | P  | P  | P  | V  | V  | N  | N  | V  | V  | P  | P  | N  | N  | -  | -  | -  | -  | -  | -  | -  | -  |
| Posizione | 9 | 5 | 3 | 1 | 5 | 6 | 5 | 7 | 4 | 4  | 2  | 2  | 3  | 4  | 6  | 6  | 6  | 4  | 5  | 5  | 5  | 5  | 5  | 5  | 6  | 6  | -  | -  | -  | -  | -  | -  | -  | -  |

Legenda:

Luogo: C = Casa; T = Trasferta. Risultato: V = Vittoria; N = Pareggio; P = Sconfitta.

### Statistiche dei giocatori
| Giocatore        | Serie D  | Serie D | Serie D     | Serie D    | Coppa Italia Serie D | Coppa Italia Serie D | Coppa Italia Serie D | Coppa Italia Serie D | Totale   | Totale | Totale      | Totale     |
| Giocatore        | Presenze | Reti    | Ammonizioni | Espulsioni | Presenze             | Reti                 | Ammonizioni          | Espulsioni           | Presenze | Reti   | Ammonizioni | Espulsioni |
| ---------------- | -------- | ------- | ----------- | ---------- | -------------------- | -------------------- | -------------------- | -------------------- | -------- | ------ | ----------- | ---------- |
| J. Allegrini     | 14       | 0       | 3           | 1          | 1                    | 0                    | 0                    | 0                    | 15       | 0      | 3           | 1          |
| A. Avantaggiato  | 5        | 0       | 0           | 0          | -                    | -                    | -                    | -                    | 5        | 0      | 0           | 0          |
| A. Benvenga      | 19       | 0       | 1           | 0          | 1                    | 0                    | 0                    | 0                    | 20       | 0      | 1           | 0          |
| L. Betti         | -        | -       | -           | -          | -                    | -                    | -                    | -                    | -        | -      | -           | -          |
| S. Carriero      | 0        | 0       | 0           | 0          | -                    | -                    | -                    | -                    | 0        | 0      | 0           | 0          |
| B. Cascione      | -        | -       | -           | -          | -                    | -                    | -                    | -                    | -        | -      | -           | -          |
| A. Croce         | 14       | 2       | 0           | 0          | 3                    | 1                    | 0                    | 0                    | 17       | 3      | 0           | 0          |
| M. Cuccurullo    | 25       | 1       | 5           | 0          | 1                    | 0                    | 0                    | 0                    | 26       | 1      | 5           | 0          |
| S. D'Agostino    | 16       | 6       | 2           | 1          | 1                    | 0                    | 0                    | 0                    | 17       | 6      | 2           | 1          |
| F. De Caro       | 8        | 0       | 4           | 0          | 2                    | 0                    | 1                    | 0                    | 10       | 0      | 5           | 0          |
| D. De Letteriis  | 2        | 0       | 0           | 0          | 2                    | 0                    | 0                    | 1                    | 4        | 0      | 0           | 1          |
| C. Favetta       | 16       | 4       | 2           | 0          | 3                    | 1                    | 0                    | 0                    | 19       | 5      | 2           | 0          |
| A. Ferrara       | 24       | 0       | 4           | 0          | 1                    | 0                    | 0                    | 0                    | 25       | 0      | 4           | 0          |
| M. Galdean       | 7        | 0       | 0           | 0          | 2                    | 0                    | 0                    | 0                    | 9        | 0      | 0           | 0          |
| P. Gambino       | -        | -       | -           | -          | 0                    | 0                    | 0                    | 0                    | 0        | 0      | 0           | 0          |
| G. Genchi        | 24       | 10      | 7           | 1          | 2                    | 1                    | 0                    | 0                    | 26       | 11     | 7           | 1          |
| M. Giappone      | 3        | -1      | 1           | 0          | 2                    | 0                    | 0                    | 0                    | 5        | -1     | 1           | 0          |
| A. Goretta       | 10       | 1       | 1           | 0          | -                    | -                    | -                    | -                    | 10       | 1      | 1           | 0          |
| L. Guaita        | 25       | 1       | 3           | 0          | 3                    | 0                    | 0                    | 0                    | 28       | 1      | 3           | 0          |
| M. Iannò         | -        | -       | -           | -          | -                    | -                    | -                    | -                    | -        | -      | -           | -          |
| L. Klej          | 0        | 0       | 0           | 0          | -                    | -                    | -                    | -                    | 0        | 0      | 0           | 0          |
| J. Kosnić        | 2        | 0       | 0           | 0          | -                    | -                    | -                    | -                    | 2        | 0      | 0           | 0          |
| N. Lanzolla      | 1        | 0       | 0           | 0          | -                    | -                    | -                    | -                    | 1        | 0      | 0           | 0          |
| A. Mambella      | 0        | 0       | 0           | 0          | 1                    | 0                    | 0                    | 0                    | 1        | 0      | 0           | 0          |
| L. Manzo         | 23       | 0       | 4           | 1          | 2                    | 0                    | 0                    | 0                    | 25       | 0      | 4           | 1          |
| S. Manzo         | 23       | 2       | 5           | 0          | 2                    | 0                    | 1                    | 0                    | 25       | 2      | 6           | 0          |
| A. Marino        | 16       | 1       | 2           | 0          | 2                    | 0                    | 0                    | 0                    | 18       | 1      | 2           | 0          |
| V. Masi          | 12       | 0       | 0           | 0          | 2                    | 0                    | 1                    | 0                    | 14       | 0      | 1           | 0          |
| K. Matute        | 22       | 1       | 3           | 0          | 3                    | 1                    | 0                    | 0                    | 25       | 2      | 3           | 0          |
| F. Oggiano       | 21       | 3       | 5           | 0          | 3                    | 0                    | 0                    | 0                    | 24       | 3      | 5           | 0          |
| E. Olcese        | 10       | 0       | 1           | 0          | -                    | -                    | -                    | -                    | 10       | 0      | 1           | 0          |
| A. Ouattara      | 0        | 0       | 0           | 0          | 2                    | 1                    | 0                    | 0                    | 2        | 1      | 0           | 0          |
| S. Pelliccia     | 18       | 0       | 4           | 0          | 2                    | 0                    | 0                    | 0                    | 20       | 0      | 4           | 0          |
| S. Petrucci      | 0        | 0       | 0           | 0          | -                    | -                    | -                    | -                    | 0        | 0      | 0           | 0          |
| P. Pizzaleo      | 0        | 0       | 0           | 0          | 1                    | -3                   | 0                    | 0                    | 1        | -3     | 0           | 0          |
| L. Riccio        | 2        | 0       | 0           | 0          | 2                    | 0                    | 0                    | 0                    | 4        | 0      | 0           | 0          |
| V. Russo         | 2        | 0       | 0           | 0          | 1                    | 0                    | 0                    | 0                    | 3        | 0      | 0           | 0          |
| P. Serafino      | 3        | 0       | 0           | 0          | -                    | -                    | -                    | -                    | 3        | 0      | 0           | 0          |
| A. Sposito       | 24       | -20     | 2           | 0          | 0                    | 0                    | 0                    | 0                    | 24       | -20    | 2           | 0          |
| K. Van Ransbeeck | 7        | 0       | 0           | 0          | -                    | -                    | -                    | -                    | 7        | 0      | 0           | 0          |